# Ponórnitsia
Ponórnitsia (en ucraniano: Понорниця, romanizado: Ponórnytsia) es un pueblo ucraniano perteneciente al óblast de Chernígov. Situado en el norte del país, forma parte del raión de Nóvgorod-Síverski y es centro del municipio (hromada) homónimo.

## Toponimia
El nombre del lugar en ruso es Ponórnitsa (en ruso: Понорница).

## Geografía
Ponórnitsia se ubica a orillas del río Bajachka y en las afueras occidentales del parque natural nacional de Mezynsky, 30 km al norte de Kórop y unos 40 km al suroeste de Nóvgorod-Síverski.

## Historia
Se conoce la existencia del pueblo en documentos desde 1618, cuando formaba parte de la República de las Dos Naciones. En la rebelión de Jmelnitski pasó a ser la sede de una sotnia, que inicialmente se incluyó en el regimiento cosaco de Nizhyn hasta que en 1663 pasó a formar parte del regimiento de Chernígov. 
En el siglo XIX se desarrolló como un importante miasteczko con mercado y cuatro ferias anuales, que llegó a tener casi cinco mil habitantes. Ponórnitsia era una ciudad del uyezd de Krolevets de la gobernación de Chernígov del Imperio ruso.
La RSS de Ucrania estableció aquí la sede de un raión en 1923. Adoptó el estatus de asentamiento de tipo urbano en 1960, pero en la reforma territorial de 1962-1965 perdió el de capital distrital al integrarse en el raión de Kórop. Desde entonces, la población está en declive demográfico.
Hasta el 18 de julio de 2020, Ponórnitsia formó parte del raión de Kórop. El raión se abolió en julio de 2020 como parte de la reforma administrativa de Ucrania, que redujo el número de raiones del óblast de Chernígov a cinco. El área del raión se integró en el raión de Nóvgorod-Síverski.En 2023, perdió el estatus de asentamiento de tipo urbano en la legislación ucraniana debido a la eliminación de este estatus administrativo.

## Demografía
La evolución de la población de Ponórnitsia entre 1866 y 2022 fue la siguiente:
| 3056                                                          | 3312 | 4165 | 4911 | 3332 | 2309 | 1931 |
| (Fuente: Cities & Towns of Ukraine y UKRAINE: Größere Städte) |      |      |      |      |      |      |

Según el censo de 2001, la lengua materna de la mayoría de los habitantes, el 98,27%, es el ucraniano; del 1,4% es el ruso.

## Administración
Es sede de un municipio que incluye como pedanías dieciséis pueblos, con una población municipal total de unos siete mil quinientos habitantes. El municipio fue creado en 2019 mediante la fusión del ayuntamiento urbano de Ponórnytsia (que hasta entonces solo incluía como pedanías a Zelena Poliana y Ryjlý) con el vecino consejo rural de Verbá, a los que se añadieron en 2020 los consejos rurales de Desnianske, Krysky, Mezyn, Pokóshychi, Rádychiv, Rozloty, Avdíyivka y Shaboltasivka. Además de los once pueblos mencionados, se incluyen en el actual término municipal otros cinco, antiguas pedanías de los consejos rurales: Osmaký, Smile, Velyki Lis, Ivánkiv y Kurýlivka. El área pertenecía hasta 2020 al raión de Kórop, excepto los pueblos de Avdíyivka y Shaboltasivka, que pertenecían al raión de Sósnytsia.

## Infraestructura

### Transporte
Ponórnitsia tiene acceso por carretera a la autopista M02, que conecta Kiev con Hlújiv y con la frontera rusa, así como a la autopista H27, que conecta Chernígov y Nóvgorod-Síverski.